# 能源與燃料 (期刊)
《能源與燃料》（英語：Energy & Fuels）是美國化學學會發行的同行評審科學期刊。1987年創刊。2009年期間，以週刊或雙週刊形式穿插發行。其主編為德拉瓦大學的邁克爾·T·克萊因（Michael T. Klein）。
根據《期刊引證報告》，該期刊2014年的SCI影響指數為2.790。

## 外部連結
- 官方网站